# 127803 Johnvaneepoel
127803 Johnvaneepoel este o planetă minoră (asteroid) din centura de asteroizi. A fost descoperită pe 27 martie 2003 la Catalina Station⁠(d) de Catalina Sky Survey. 
Obiectul prezintă o orbită caracterizată de o semiaxă mare de 2,5753089350791 UAi, o excentricitate de 0,05, o înclinație de 14,8 ° în raport cu ecliptica.